# كام راسيل
كام راسيل هو لاعب هوكي جليد كندي، ولد في 12 يناير 1969 في هاليفاكس في كندا.

## وصلات خارجية
- كام راسيل على موقع دوري الهوكي الوطني (الإنجليزية)
- كام راسيل على موقع EliteProspects.com (الإنجليزية)
- كام راسيل على موقع HockeyDB.com (الإنجليزية)
- كام راسيل على موقع Hockey-Reference.com (الإنجليزية)